# NMB48
NMB48 es un grupo musical femenino japonés de idols producido por Yasushi Akimoto. Es un subgrupo del grupo AKB48 y al igual que éste, tiene un número de integrantes en constante rotación, las cuales se dividen en tres grupos: Team N, Team M y Team BII; así como un grupo de aprendices denominado "Team Kenkyuusei". El grupo toma su nombre del edificio Yes-Namba, situado en Namba (en la prefectura de Osaka), donde tienen como base un teatro donde actúan habitualmente. Las miembros de la primera generación del grupo fueron presentadas el 9 de octubre de 2010, y lanzaron su primer sencillo, "Zetsumetsu Kurokami Shoujo" ("Extinta chica de pelo negro"), el 20 de julio de 2011.
Varias miembros de NMB participan en singles de su grupo hermano AKB48 y todas ellas tienen derecho de participación en las elecciones senbatsu. El grupo tiene su propia Request Hour, donde los fanes pueden votar sus canciones favoritas de entre todas las interpretadas por el grupo. A marzo de 2015 se han celebrado dos ediciones, la última en mayo de 2014

## Miembros

### Team N
Sayaka Yamamoto y Kei Jonishi son la capitana y cocapitana del Team N respectivamente.
| Nombre (Nacimiento, Origen)                                          | Elección | Elección | Elección | Elección |
| Nombre (Nacimiento, Origen)                                          | 3        | 4        | 5        | 6        |
| -------------------------------------------------------------------- | -------- | -------- | -------- | -------- |
| Natsuko Akashi (明石 奈津子?) (17 de agosto de 1999 en Ōsaka)        |          |          | x        | x        |
| Yūmi Ishida (石田 優美?) (12 de octubre de 1998 en Hyōgo)            |          | x        | x        | x        |
| Eriko Jō (城 恵理子?) (27 de noviembre de 1998 en Hyōgo)             |          | x        |          | x        |
| Yūri Ōta (太田 夢莉?) (1 de diciembre de 1999 en Nara)               |          | x        | x        | x        |
| Yūki Kashiwagi (柏木 由紀?) (16 de julio de 1991 en Kagoshima)       | 3        | 3        | 4        | 3        |
| Yūka Katō (加藤 夕夏?) (1 de agosto de 1997 en Osaka)                |          | x        | x        | x        |
| Rika Kishino (岸野 里香?) (4 de junio de 1994 en Hyōgo)              | x        | x        |          | x        |
| Saki Konō (河野 早紀?) (19 de junio de 1994 en Hiroshima)            |          | x        | x        | x        |
| Narumi Koga (古賀 成美?) (30 de marzo de 1998 en Ōsaka)              |          | x        | x        | x        |
| Riho Kotani (小谷 里歩?) (24 de agosto de 1994 en Kioto)             | x        | x        | x        | 61       |
| Kei Jonishi (上西 恵?) (18 de marzo de 1995 en Shiga)                | x        | x        | 40       | 58       |
| Ririka Sutou (須藤 凛々花?) (23 de noviembre de 1996 en Tokio)       |          |          |          | x        |
| Aika Nishimura (西村 愛華?) (12 de enero de 1998 en Kioto)           |          |          |          | x        |
| Anna Murashige (村重 杏奈?) (29 de julio de 1998 en Yamaguchi)       |          | x        | x        | 67       |
| Kanako Muro (室 加奈子?) (20 de noviembre de 1996 en Ōsaka)          |          | x        | x        | x        |
| Rurina Nishizawa (西澤 瑠莉奈?) (27 de julio de 1999 en Ōsaka)       |          | x        | x        | x        |
| Natsumi Yamagishi (山岸 奈津美?) (16 de septiembre de 1994 en Ōsaka) | x        | x        | x        | x        |
| Yūki Yamaguchi (山口 夕輝?) (17 de octubre de 1993 en Ōsaka)         | x        | x        | x        | x        |
| Sayaka Yamamoto (山本 彩?) (14 de julio de 1993 en Ōsaka)            | 28       | 18       | 14       | 6        |
| Rina Yamao (山尾 梨奈?) (10 de diciembre de 1995 en Kioto)           |          |          | x        | x        |
| Akari Yoshida (吉田 朱里?) (16 de agosto de 1996 en Ōsaka)           | x        | x        | 50       | 72       |

### Team M
Nana Yamada y Ayaka Okita son la capitana y la cocapitana del Team M respectivamente.
| Nombre (Nacimiento, Origen)                                     | Elección | Elección | Elección | Elección |
| Nombre (Nacimiento, Origen)                                     | 3        | 4        | 5        | 6        |
| --------------------------------------------------------------- | -------- | -------- | -------- | -------- |
| Yuki Azuma (東 由樹?) (27 de febrero de 1996 en Hyōgo)          |          | x        | x        | x        |
| Akari Ishizuka (石塚 朱莉?) (11 de julio de 1997 en Chiba)      |          | x        | x        | x        |
| Ayaka Okita (沖田 彩華?) (11 de octubre de 1995 en Hiroshima)   | x        | x        | x        | x        |
| Rena Kawakami (川上 礼奈?) (16 de septiembre de 1995 en Kagawa) | x        | x        | x        | x        |
| Momoka Kinoshita (木下 百花?) (6 de febrero de 1997 en Hyōgo)   | x        | x        | x        |          |
| Rina Kushiro (久代 梨奈?) (29 de enero de 1999 en Ōsaka)        |          | x        | x        | x        |
| Rina Kondō (近藤 里奈?) (23 de febrero de 1997 en Shiga)        | x        | x        | x        | x        |
| Megumi Matsumura (松村 芽久未?) (26 de junio de 1995 en Ōsaka)  |          |          | x        | x        |
| Miru Shiroma (白間 美瑠?) (14 de octubre de 1997 en Ōsaka)      | x        | x        | x        | 43       |
| Yui Takano (高野 祐衣?) (6 de diciembre de 1993 en Ōsaka)       |          | x        | x        | x        |
| Sara Takei (武井 紗良?) (6 de octubre de 1998 en Ōsaka)         |          |          |          | x        |
| Airi Tanigawa (谷川 愛梨?) (5 de diciembre de 1995 en Ōsaka)    |          | x        | x        | x        |
| Reina Fujie (藤江 れいな?) (1 de febrero de 1994 en Chiba)      | 40       | 40       | 32       | 33       |
| Arisa Miura (三浦 亜莉沙?) (20 de julio de 1996 en Hyōgo)       |          | x        | x        | x        |
| Mao Mita (三田 麻央?) (9 de septiembre de 1995 en Ōsaka)        |          | x        | x        | x        |
| Ayaka Morita (森田 彩花?) (29 de mayo de 1995 en Hyogo)         |          |          | x        | x        |
| Ayaka Murakami (村上 文香?) (2 de junio de 1993 en Hyōgo)       |          | x        | x        | x        |
| Sae Murase (村瀬 紗英?) (30 de marzo de 1997 en Ōsaka)          |          | x        | x        | x        |
| Reina Nakano (中野 麗来?) (24 de agosto de 1999 en Nara)        |          |          | x        | x        |
| Mizuki Uno (鵜野 みずき?) (23 de octubre de 1996 en Nara)       |          | x        | x        | x        |
| Azusa Uemuro (植村梓?) (16 años)                                |          |          |          |          |
| Fūko Yagura (矢倉 楓子?) (24 de febrero de 1997 en Ōsaka)       |          | x        | 44       | 41       |
| Nana Yamada (山田 菜々?) (3 de abril de 1992 en Ōsaka)          | x        | 46       | 28       | 29       |

### Team BII
Emika Kamieda (desde el origen de BII) y Anna Ijiri (sustityuendo a Ayaka Umeda -graduada- desde 2016) son la capitana y cocapitana del Team BII respectivamente.
| Nombre (Nacimiento, Origen)                                       | Elección | Elección | Elección | Elección |
| Nombre (Nacimiento, Origen)                                       | 3        | 4        | 5        | 6        |
| ----------------------------------------------------------------- | -------- | -------- | -------- | -------- |
| Anna Ijiri (井尻 晏菜?) (20 de enero de 1995 en Kioto)            |          | x        | x        | x        |
| Kanae Iso (磯 佳奈江?) (9 de agosto de 1993 en Ibaraki)           |          |          |          | x        |
| Miori Ichikawa (市川 美織?) (12 de febrero de 1994 en Saitama)    | 39       | 58       | 57       | 53       |
| Mirei Ueda (植田 碧麗?) (2 de febrero de 1999 en Hyogo)           |          | x        | x        | x        |
| Ayaka Umeda (梅田 彩佳?) (3 de enero de 1989 en Fukuoka)          | 22       | 16       | 19       | 35       |
| Kanako Kadowaki (門脇 佳奈子?) (24 de octubre de 1996 en Ōsaka)   | x        | x        | x        | x        |
| Emika Kamieda (上枝 恵美加?) (13 de julio de 1994 en Ōsaka)       |          | x        | x        | x        |
| Chihiro Kawakami (川上 千尋?) (17 de diciembre de 1998 en Ōsaka)  |          |          | x        | x        |
| Haruna Kinoshita (木下 春奈?) (9 de junio de 1998 en Ōsaka)       | x        | x        | x        | x        |
| Konomi Kusaka (日下 このみ?) (12 de enero deJ 1996 en Osaka)      |          | x        | x        | x        |
| Hazuki Kurokawa (黒川 葉月?) (5 de agosto de 1998 en Ōsaka)       |          | x        | x        | x        |
| Chiho Matsuoka (松岡 知穂?) (21 de abril de 1998 en Ōsaka)        |          |          | x        | x        |
| Nagisa Shibuya (渋谷 凪咲?) (25 de agosto de 1996 en Ōsaka)       |          |          | x        | x        |
| Akane Takayanagi (高柳 明音?) (29 de noviembre de 1991 en Aichi)  | 23       | 24       | 23       | 31       |
| Honoka Terui (照井 穂乃佳?) (18 de octubre de 1998 en Ōsaka)      |          |          | x        | x        |
| Kokoro Naiki (内木 志?) (6 de abril de 1997 en Shiga)             |          |          |          | x        |
| Mai Ōdan (大段 舞依?) (4 de octubre de 1994 en Hyogo)             |          |          | x        | x        |
| Momoka Hayashi (林 萌々香?) (11 de septiembre de 1998 en Kyōto)   |          | x        | x        | x        |
| Shū Yabushita (薮下 柊?) (2 de diciembre de 1998 en Ōsaka)        |          | x        | 49       | 59       |
| Miyuki Watanabe (渡辺 美優紀?) (19 de septiembre de 1993 en Nara) | x        | 19       | 15       | 18       |

### Participaciones simultáneas
Las siguientes integrantes participan en más de un grupo simultáneamente.
- Sayaka Yamamoto (NMB Team N y AKB Team K)
- Fuuko Yagura (NMB48 Team M y AKB48 Team A)
- Riho Kotani (NMB48 Team N y AKB48 Team 4)
- Nagisa Shibuya (NMB48 Team BII y AKB48 Team 4)
- Yuki Kashiwagi (AKB48 Team B y NMB48 Team N)
- Akane Takayanagi (SKE48 Team KII y NMB48 Team BII)
- Miyuki Watanabe (NMB48 Team BII y SKE48 Team S)
- Nana Yamada (NMB48 Team M y SKE48 Team KII)
- Anna Murashige (HKT48 Team H y NMB48 Team N)

### Team Kenkyusei
A marzo de 2015, NMB48 no tiene ninguna miembro aprendiz.

## Discografía

### Sencillos
| Fecha de lanzamiento    | Título                                      | Posición en la lista de ventas | Ventas Oricon  | Ventas Oricon  | Ventas de Billboard Japón | Álbum                                               |
| Fecha de lanzamiento    | Título                                      | Oricon Weekly Singles Chart    | Primera semana | Ventas totales | Ventas de Billboard Japón | Álbum                                               |
| ----------------------- | ------------------------------------------- | ------------------------------ | -------------- | -------------- | ------------------------- | --------------------------------------------------- |
| 20 de julio de 2011     | "Zetsumetsu Kurokami Shōjo" (絶滅黒髪少女?) | 1                              | 218,441        | 267,810        | n/a                       | "Teppen Tottande!"                                  |
| 19 de octubre de 2011   | "Oh My God!" (オーマイガー!?)               | 1                              | 265,435        | 325,784        | n/a                       | "Teppen Tottande!"                                  |
| 8 de febrero de 2012    | "Junjō U-19" (純情U-19?)                    | 1                              | 329,438        | 376,563        | n/a                       | "Teppen Tottande!"                                  |
| 9 de mayo de 2012       | "Nagiichi" (ナギイチ?)                      | 2                              | 375,785        | 451,489        | n/a                       | "Teppen Tottande!"                                  |
| 8 de agosto de 2012     | "Virginity" (ヴァージニティ?)               | 1                              | 315,205        | 396,543        | n/a                       | "Teppen Tottande!"                                  |
| 7 de noviembre de 2012  | "Kitagawa Kenji" (北川謙二?)                | 1                              | 317.051        | 410,269        | n/a                       | "Teppen Tottande!"                                  |
| 19 de junio de 2013     | "Bokura no Eureka" (僕らのユリイカ?)        | 1                              | 481.843        | 558,892        | n/a                       | "Sekai no Chuushin wa Osaka ya 〜 Namba Jichiku 〜" |
| 2 de octubre de 2013    | "Kamonegikkusu" (カモネギックス?)           | 1                              | 374,644        | 509,210        | n/a                       | "Sekai no Chuushin wa Osaka ya 〜 Namba Jichiku 〜" |
| 26 de marzo de 2014     | "Takane no Ringo" (高嶺の林檎?)             | 1                              | 406,579        | 451,949        | n/a                       | "Sekai no Chuushin wa Osaka ya 〜 Namba Jichiku 〜" |
| 5 de noviembre de 2014  | "Rashikunai" (らしくない?)                  | 1                              | 420,326        | 494,226        | n/a                       | "Namba Ai 〜 Ima, Omou Koto 〜"                     |
| 31 de marzo de 2015     | "Don't Look Back!"                          | 2                              | 447,282        | 532,379        | n/a                       | "Namba Ai 〜 Ima, Omou Koto 〜"                     |
| 17 de mayo de 2015      | "Durian Shounen" (ドリアン少年)             | 1                              | 371,276        | 450,301        | n/a                       | "Namba Ai 〜 Ima, Omou Koto 〜"                     |
| 7 de octubre de 2015    | "Must be now"                               | 1                              | 307,036        | 418,060        | n/a                       | "Namba Ai 〜 Ima, Omou Koto 〜"                     |
| 27 de abril de 2016     | "Amagami Hime" (甘噛み姫)                   | 1                              | 230,163        | 296,753        | 341,556                   | "Namba Ai 〜 Ima, Omou Koto 〜"                     |
| 3 de agosto de 2016     | "Boku wa Inai" (僕はいない)                 | 1                              | 304,315        | 363,583        | 450,771                   | "Namba Ai 〜 Ima, Omou Koto 〜"                     |
| 28 de diciembre de 2016 | "Boku Igai no Dareka" (僕以外の誰か)        | 1                              | 266,813        | 320,125        | 442,134                   | "Namba Ai 〜 Ima, Omou Koto 〜"                     |
| 27 de diciembre de 2017 | "Warota People" (ワロタピーポー)            | 1                              | 273,499        | 334,611        | 377,061                   |                                                     |
| 4 de abril de 2018      | "Yokubomono" (欲望者)                       | 1                              | 193,740        | 207,030        | 223,785                   |                                                     |

### Álbumes
| Fecha de lanzamiento    | Título                                                                                    | Posición en la lista de ventas | Ventas Oricon  | Ventas Oricon  | Ventas de Billboard Japón |
| Fecha de lanzamiento    | Título                                                                                    | Oricon Weekly Singles Chart    | Primera semana | Ventas totales | Ventas de Billboard Japón |
| ----------------------- | ----------------------------------------------------------------------------------------- | ------------------------------ | -------------- | -------------- | ------------------------- |
| 27 de febrero de 2013   | "Teppen Tottande!" (てっぺんとったんで！?)                                                | 1                              | 328,436        | 421,129        | n/a                       |
| 13 de agosto de 2015    | "Sekai no Chuushin wa Osaka ya 〜 Namba Jichiku 〜" (世界の中心は大阪や〜なんば自治区〜?) | 1                              | 325,249        | 398,905        | n/a                       |
| 27 de diciembre de 2017 | "Namba Ai ～ Ima, Omou Koto ～" (難波愛～今、思うこと～?)                                 | 1                              | 159,387        | 207,030        | 223,785                   |

### Álbumes en vivo
| # | Título                                                                                        | Fecha de lanzamiento | Ventas totales |
| - | --------------------------------------------------------------------------------------------- | -------------------- | -------------- |
| 1 | Team N 1st Stage "Dareka no Tame ni" (チームN 1st Stage「誰かのために」?)                     | 1 de enero de 2014   | xxx            |
| 2 | Team N 2nd Stage "Seishun Girls" (チームN 2nd Stage「青春ガールズ」?)                         | 1 de enero de 2014   | xxx            |
| 3 | Team M 1st Stage "Idol no Yoake" (チームM 1st Stage 「アイドルの夜明け」?)                    | 1 de enero de 2014   | xxx            |
| 4 | Team BII 1st Stage "Aitakatta" (チームBII 1st Stage「会いたかった」?)                         | 1 de enero de 2014   | xxx            |
| 5 | Team BII 2nd Stage "Tadaima Renaichuu" (チームBII 2nd Stage ｢ただいま 恋愛中｣?)               | 1 de enero de 2014   | xxx            |
| 6 | Team N 3rd Stage "Koko ni Datte Tenshi wa Iru" (チームN 3rd Stage「ここにだって天使はいる」?) | 31 de marzo de 2014  | xxx            |

## Filmografía

### Series
- NMB48 Geinin! (2012)
- NMB48 Geinin! 2 (2013)
- NMB48 Geinin! 3 (2014)

### Películas
- NMB48 Geinin! THE MOVIE Owarai Seishun Girls! (2013)
- DOCUMENTARY of NMB48 (2016)